# Bourse subcutanée de la malléole médiale
La bourse subcutanée de la malléole médiale (ou bourse sous-cutanée malléolaire interne) est une bourse synoviale du membre inférieur située au niveau de la cheville.

## Description
La bourse subcutanée de la malléole médiale est située entre la malléole médiale et la peau.